# Spinogramma
Spinogramma är ett släkte av skalbaggar. Spinogramma ingår i familjen långhorningar.
Kladogram enligt Catalogue of Life:
| Spinogramma | \| \| Spinogramma ochreovittata \| \| \| \| \| \| Spinogramma ruficollis \| \| \| \| |
|             | \| \| Spinogramma ochreovittata \| \| \| \| \| \| Spinogramma ruficollis \| \| \| \| |
|             | Spinogramma ochreovittata                                                            |
|             |                                                                                      |
|             | Spinogramma ruficollis                                                               |
|             |                                                                                      |